# Teyjat
Teyjat är en kommun i departementet Dordogne i regionen Nouvelle-Aquitaine i sydvästra Frankrike. Kommunen ligger i kantonen Nontron som tillhör arrondissementet Nontron. År 2022 hade Teyjat 279 invånare.

## Befolkningsutveckling
Antalet invånare i kommunen Teyjat
Referens:INSEE